# Формула Барлоу
Фо́рмула Барло́у описує залежність внутрішнього тиску, який може витримати труба чи інша циліндрична посудина, від її розмірів і  міцності матеріалу.
{\displaystyle p={\frac {2S\cdot t}{D}},}
де
p — тиск;
S — допустиме напруження (наприклад, границя текучості);
t — товщина стінки;
D — зовнішній діаметр труби.
Формула часто застосовується при розрахунку трубопроводів, автоклавів та інших посудин, що працюють під тиском.
Формулу названо в честь англійського математика Пітера Барлоу.
Розробка складних систем, що працюють під тиском, вимагає застосування не тільки формули Барлоу. Майже для всіх посудин, що працюють під тиском існують стандарти (наприклад, ASME), що визначають вимоги до їх розробки і випробувань.